# Riesenkaninchen

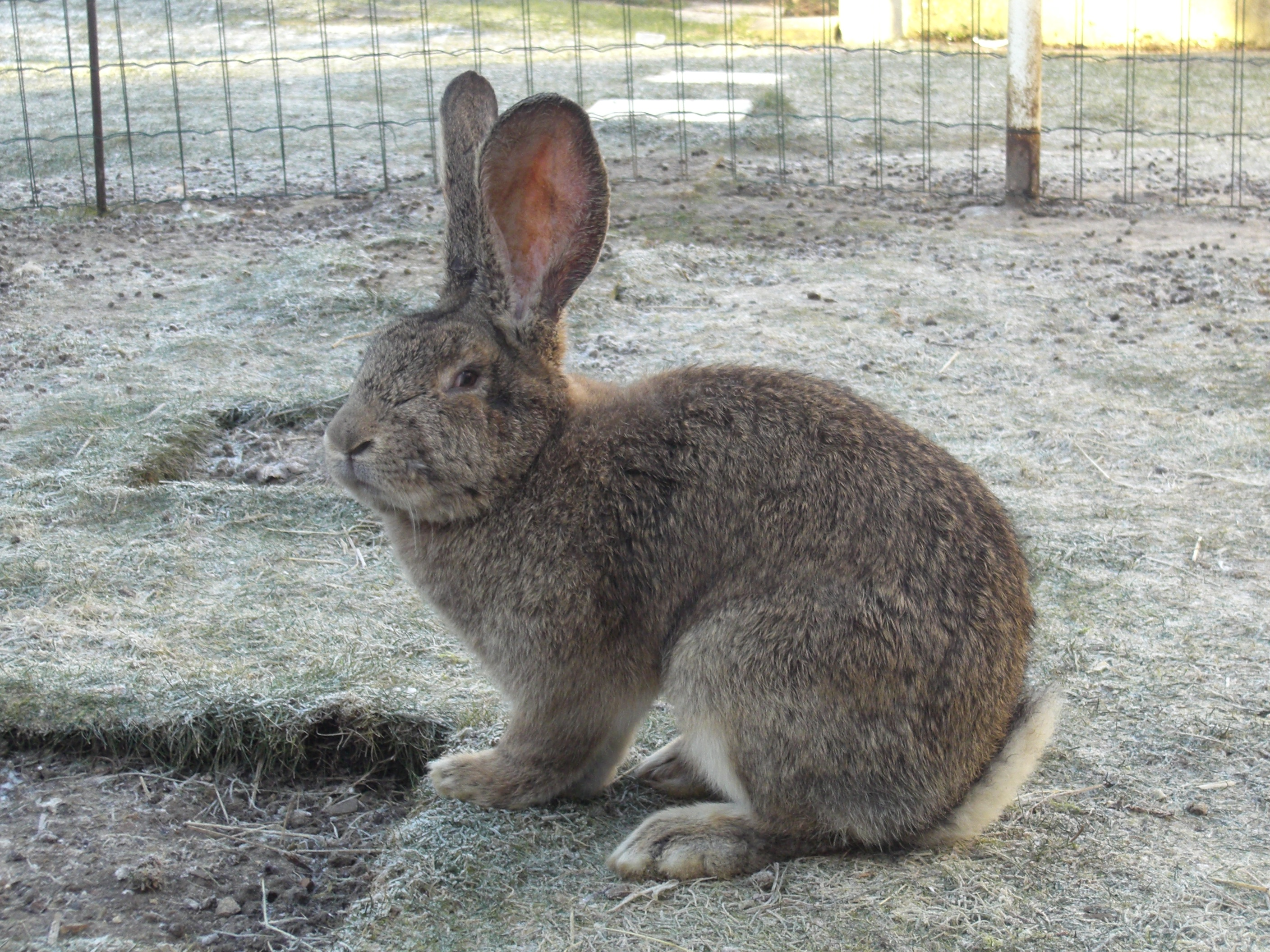
Riesenkaninchen

Die Riesenkaninchen sind eine Gruppe von besonders großen Kaninchenrassen. Die Gruppe umfasst in Deutschland folgende Rassen:
- Deutsche Riesen (Gewicht über 7 kg)
- Weiße Riesen (Deutsche Riesen, weiß) (Gewicht über 6,5 kg)
- Deutsche Riesenschecken (Gewicht über 6,0 kg)

Für den Deutschen Riesen gibt der Standard des ZDRK derzeit eine Höchstgrenze von 11,8 kg vor.

## Deutsche Riesen
Das Riesenkaninchen stammt aus der Gegend von Gent im belgischen Flandern, die im 19. Jahrhundert eine Hochburg der Kaninchenzucht war. Entsprechend dieser Herkunft wurden sie zur Zeit des Importes um 1880 bis 1890 als Belgische oder Flämische Riesen bezeichnet. Über ihre Entstehung gibt es keine näheren Angaben; vermutlich entwickelte sich die Rasse durch Selektion. Die ersten nach Deutschland importierten Riesenkaninchen waren wesentlich leichter als heute (um 4–5 kg), also im Größenrahmen der heutigen mittelgroßen Rassen. Im Gegensatz zu den heutigen Riesenkaninchen zeigten die damaligen Tiere weiße Abzeichen an Brust, Vorderläufen und Stirn, die damals auch vom belgischen Standard so verlangt wurden. Das Riesenkaninchen wurde auf der ersten Kaninchenausstellung 1893 in Chemnitz gezeigt; der damalige Standard verlangte ein Gewicht von 4,5 kg.
In Deutschland erfolgte eine Weiterzucht der importierten Riesenkaninchen zu noch größeren Tieren und einfarbigen Fellen. Das Gewicht der Riesenkaninchen stieg innerhalb von zwanzig Jahren auf 8–9 kg, die Größe, die auch heute noch bei den auf Ausstellungen gezeigten Tieren üblich ist. Nachdem in den ersten Jahrzehnten planlos möglichst lange und schwere Tiere gezüchtet wurden, wird inzwischen ein ausgeglichener, kräftiger Körperbau verlangt. Beim Deutschen Riesen sind heute verschiedene einfarbige Farbenschläge anerkannt; der graue (wildfarbige) ist der häufigste. Noch lange wurden die Riesen im Bund Deutscher Kaninchenzüchter (BDK) „Belgische Riesen“ genannt (Standard 1948). Die Bewertungsbestimmungen für Rassekaninchen sozialistischer Länder führte die „Deutschen Riesen“ als „Riesenkaninchen“, während sie eine weitere Rasse, „Ungarische Riesen“, mit einem niedrigeren Mindestgewicht von 5,5 kg, nur schwarzwildfarbig, sowie „Mährische Riesen“, Mindestmasse 5,0 kg, nur in hellem blaugrau führt.

## Weiße Riesen

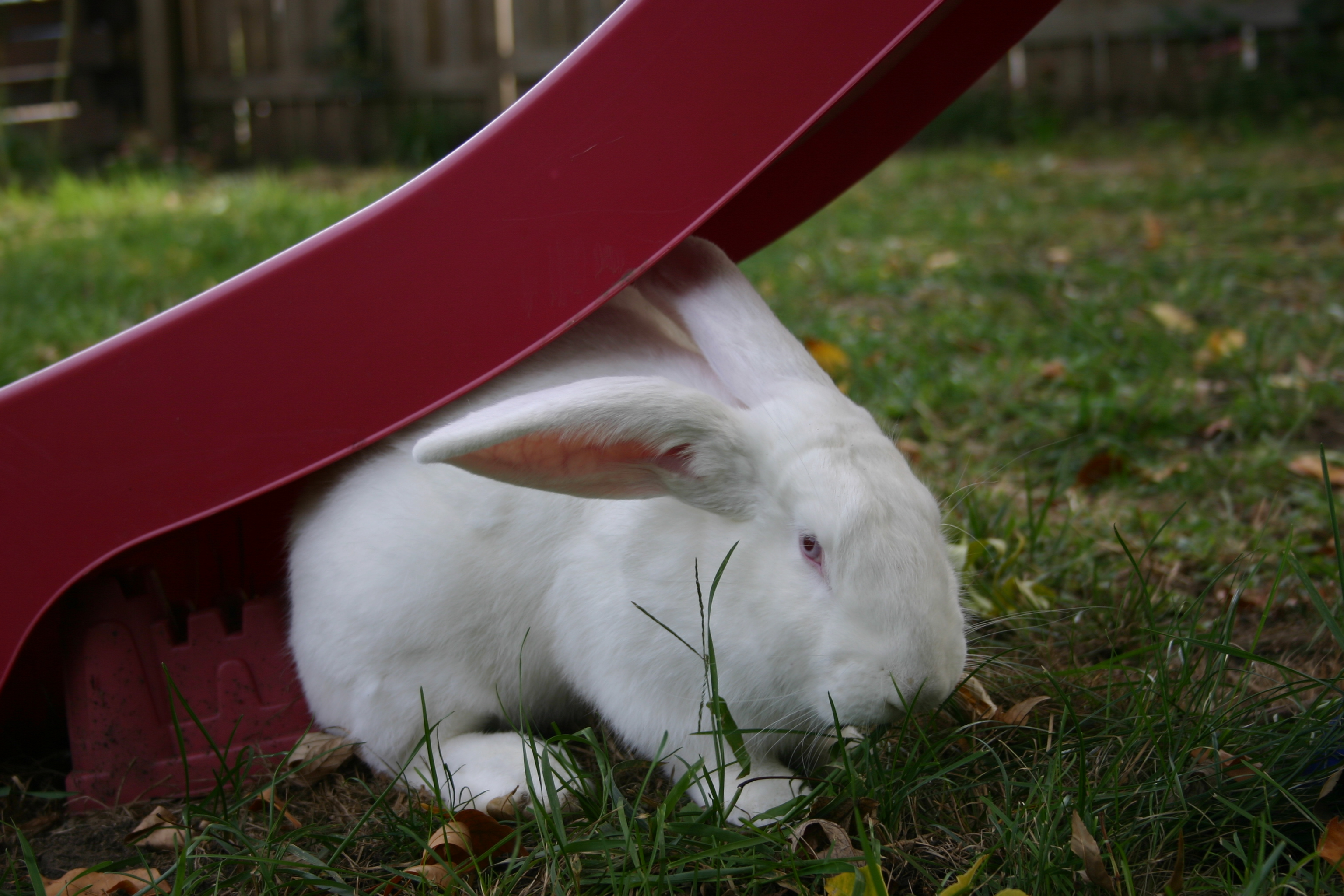

Der weiße Farbenschlag der Riesenkaninchen, der durch Kreuzung der Belgischen bzw. Deutschen Riesen mit albinotischen Tieren entstand, wurde 1904 erstmals auf Ausstellungen gezeigt. Der Weiße Riese ist reinweiß mit roten Augen. Da die Körpermasse dieser Tiere etwas geringer als die der anderen Farbenschläge ist, wurden sie als eigene Rasse vom Deutschen Riesen abgetrennt. Aufgrund der damals sehr begehrten großen weißen Kaninfelle, die auch zur Imitation von Edelpelzen sehr gesucht waren, fanden die Weißen Riesen sehr schnell weite Verbreitung. Die Bewertungsbestimmungen für Rassekaninchen sozialistischer Länder führt neben den „Weißen Riesen“  eine weitere Rasse „Ungarische Weiße“ mit einem niedrigeren Mindestgewicht von 5,0 kg und einem Maximalgewicht von 6,0 kg. Neuerdings gibt es in der Schweiz auch einen weißen Farbenschlag mit blauen Augen. Seit 2012 gelten die Weißen Riesen nicht länger als eigenständige Rasse und gehören nun zu den Deutschen Riesen.

## Deutsche Riesenschecken

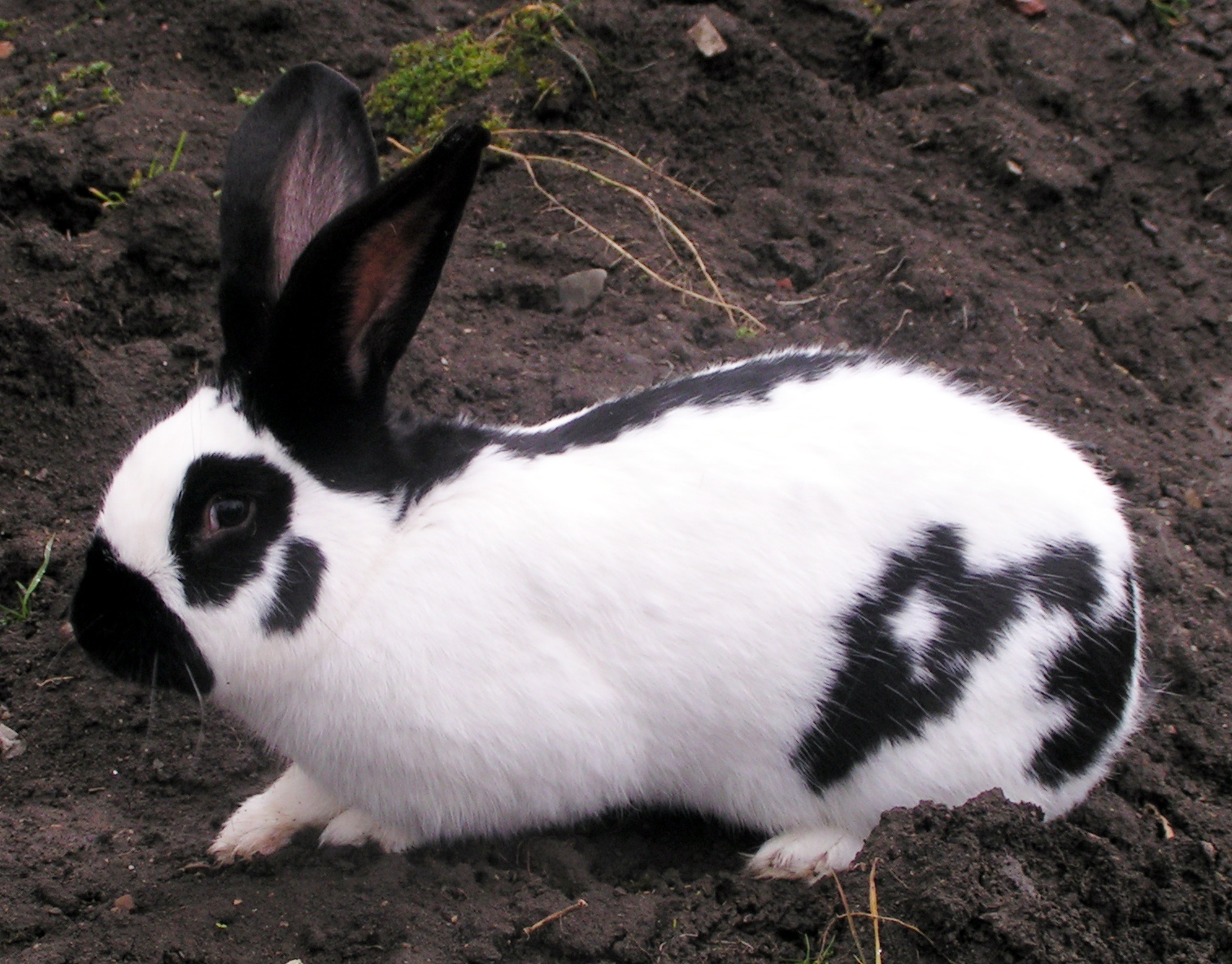
Riesenschecke

Die Riesenschecken entstanden um 1900 besonders im Rheinland aus bereits ähnlich gezeichneten Belgischen Landkaninchen, die bereits 1897 in der Klasse Kreuzungstiere auf Schauen gezeigt wurden. In ihrer weiteren Geschichte wurde diese Rasse in Deutsches Landkaninchen umbenannt. Es handelte sich dabei um große Kaninchen, die in der Zeichnung der heutigen Riesenschecke entsprachen, allerdings noch ohne die Schnauzenzeichnung (Schmetterling) und die Backenpunkte der heutigen Riesenschecken.
Im weiteren Verlauf der Zucht wurde Wert auf das Vorhandensein der Schnauzenzeichnung gelegt, es entstand vor allem in Südfrankreich der Typ des „Papillon“ oder in Deutschland des Deutschen Riesenschecken; durch Einkreuzen von Riesenkaninchen wurde der Größenrahmen auf den heutigen Stand erweitert. Parallel dazu gab es die Deutschen Landkaninchen bis in die 1960er Jahre (Standard 1932, 1948).
Das ideale Zeichnungsbild der heutigen Riesenschecken besteht aus der Kopfzeichnung mit der schmetterlingsförmigen Zeichnung der Schnauze, der Einfassung der Augen und dem beidseitig vorhandenen Wangenfleck. Die Rumpfzeichnung umfasst den Aalstrich, der sich beginnend vom Genick gleichmäßig etwa 3–4 cm breit entlang des Rückgrates bis zur Oberseite der Blume fortsetzt, sowie die 6 bis 8, ca. 3 cm breiten Seitenflecken an den Flanken, die möglichst einzeln stehen sollen. Die dem Standard entsprechenden Tiere der Riesenschecken sind spalterbig; Verpaarung untereinander führt zu 25 % einfarbigen Tieren, 50 % Typschecken und 25 % so genannten Hellschecken. Diese Hellschecken zeigen meist nur einen unvollständigen Aalstrich und keine Seitenzeichnung und sind meist nicht lebensfähig. Hervorgerufen wird dieser Erbgang durch den Faktor für Punktscheckung (Deutsches Symbol k/K, englisch en/En), der mit einem so genannten Lethalfaktor verknüpft ist, der dazu führt, dass Hellschecken eine deutlich verminderte Lebensfähigkeit aufweisen. Aus Gründen des Tierschutzes wird deshalb empfohlen, bevorzugt Paarungen zwischen einfarbigen Tieren und Typschecken vorzunehmen, um das Auftreten reinerbiger Hellschecken zu vermeiden. Riesenschecken sind in den Farben schwarz, blau und havannafarbig anerkannt.
2011 wurde die Riesenschecke zur Kaninchenrasse des Jahres im Zentralverband Deutscher Rasse-Kaninchenzüchter gewählt.

## Ähnliche Rassen
Der ebenfalls zu den großen Rassen zählende Deutsche Widder unterscheidet sich durch die herabhängenden Ohren und die blockige Körperform von den Riesenkaninchen.
In Belgien, den Niederlanden und Großbritannien werden die Riesenkaninchen mit der ursprünglichen Bezeichnung Flämische Riesen gezüchtet; die Standardforderungen unterscheiden sich kaum von denen in Deutschland. Der britische Schlag ist etwas leichter als die Tiere aus Belgien, Deutschland und den Niederlanden. In Großbritannien wird daneben der auf separate Importe Flämischer Riesen aus den USA zurückgehende British Giant gezüchtet.
Die von den Deutschen Riesenschecken bekannte Punktscheckung zeigen in gleicher Form auch die Rheinischen Schecken, Kleinschecken und die Zwergschecken.

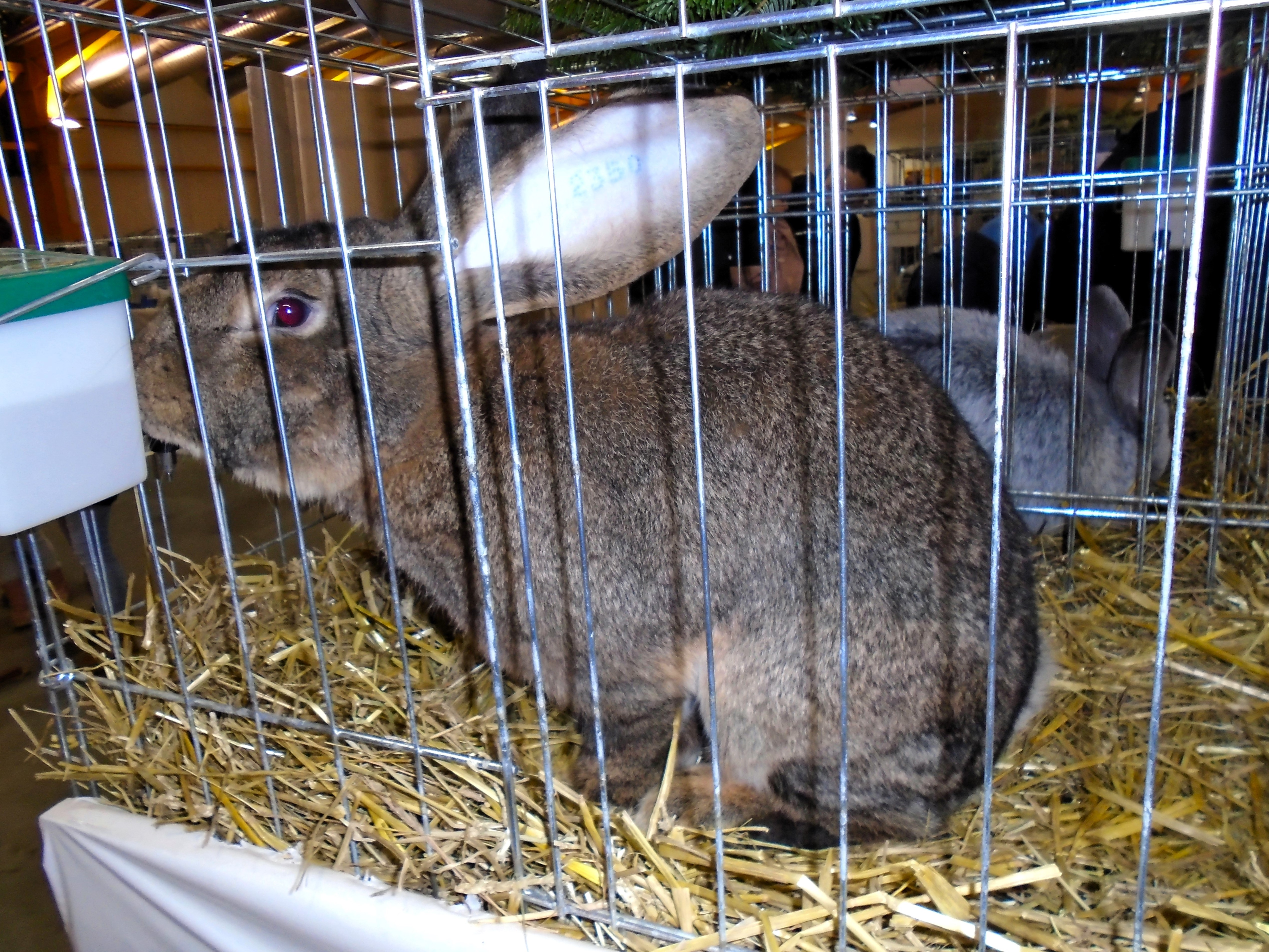
Belgischer Riese auf einer Ausstellung